# 武藏白石站
武藏白石站（日语：／ Musashi-Shiraishi eki */?）是一個位於神奈川縣川崎市川崎區白石町，屬於東日本旅客鐵道（JR東日本）鶴見線的鐵路車站。車站編號是JI 07。

## 結構

### 現在
對向式月台2面2線的地面車站。站舍位於北側，直接連結扇町方向月台，2個月台以站內平交道聯絡。月台上有一部分有屋頂。
往大川車站的大川支線在這座車站分歧，但此站未設大川支線的月台，要前往大川的乘客需在安善車站轉乘。

#### 月台配置
站舍（北側）側為1號月台。
| 月台 | 路線   | 方向 | 目的地           | 備註                  |
| ---- | ------ | ---- | ---------------- | --------------------- |
| 1    | 鶴見線 | 下行 | 濱川崎、扇町方向 |                       |
| 2    | 鶴見線 | 上行 | 鶴見方向         | 但是此站始發為1號月台 |

（來源：JR東日本:車站構內圖 （页面存档备份，存于））

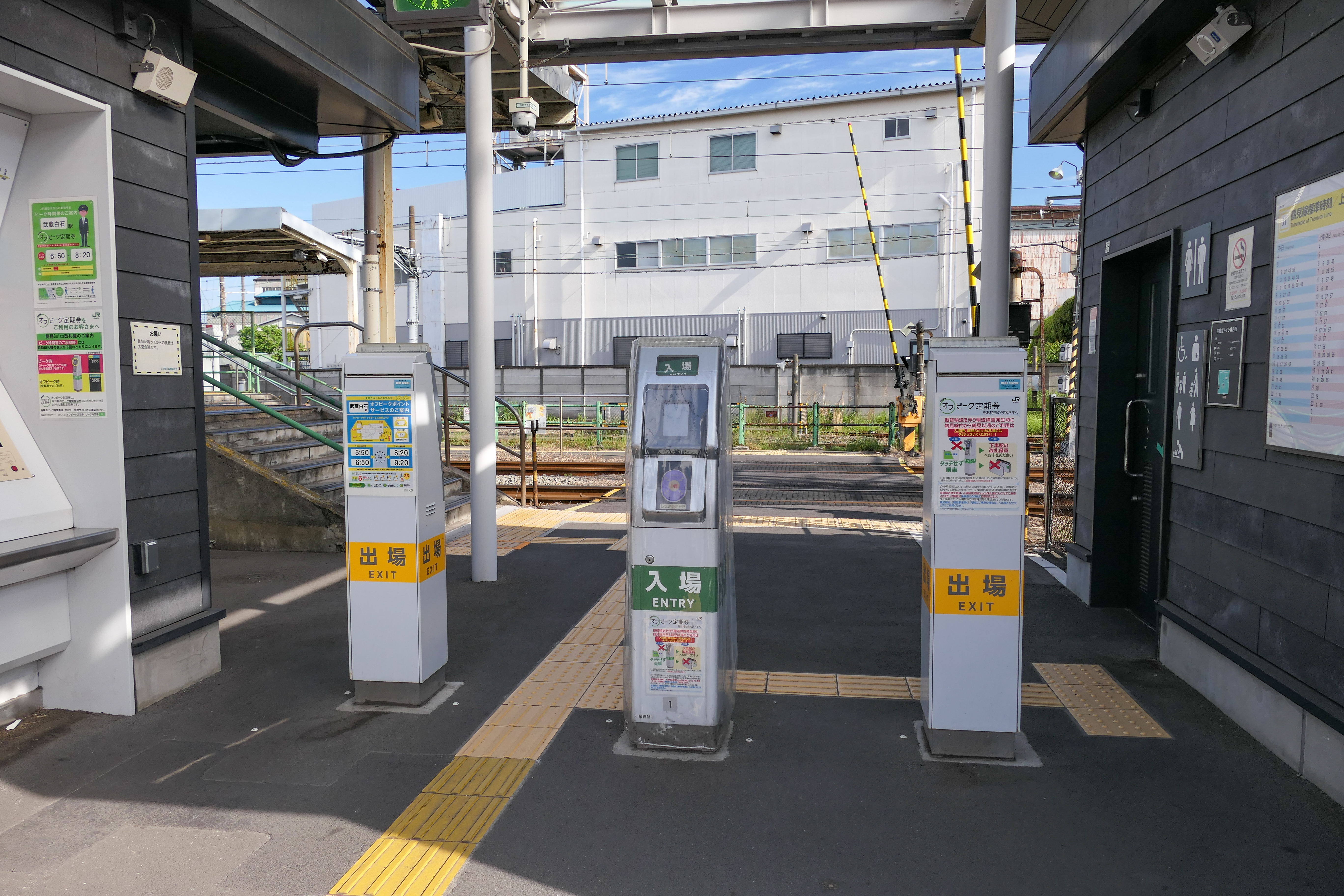
閘口（2023年5月）
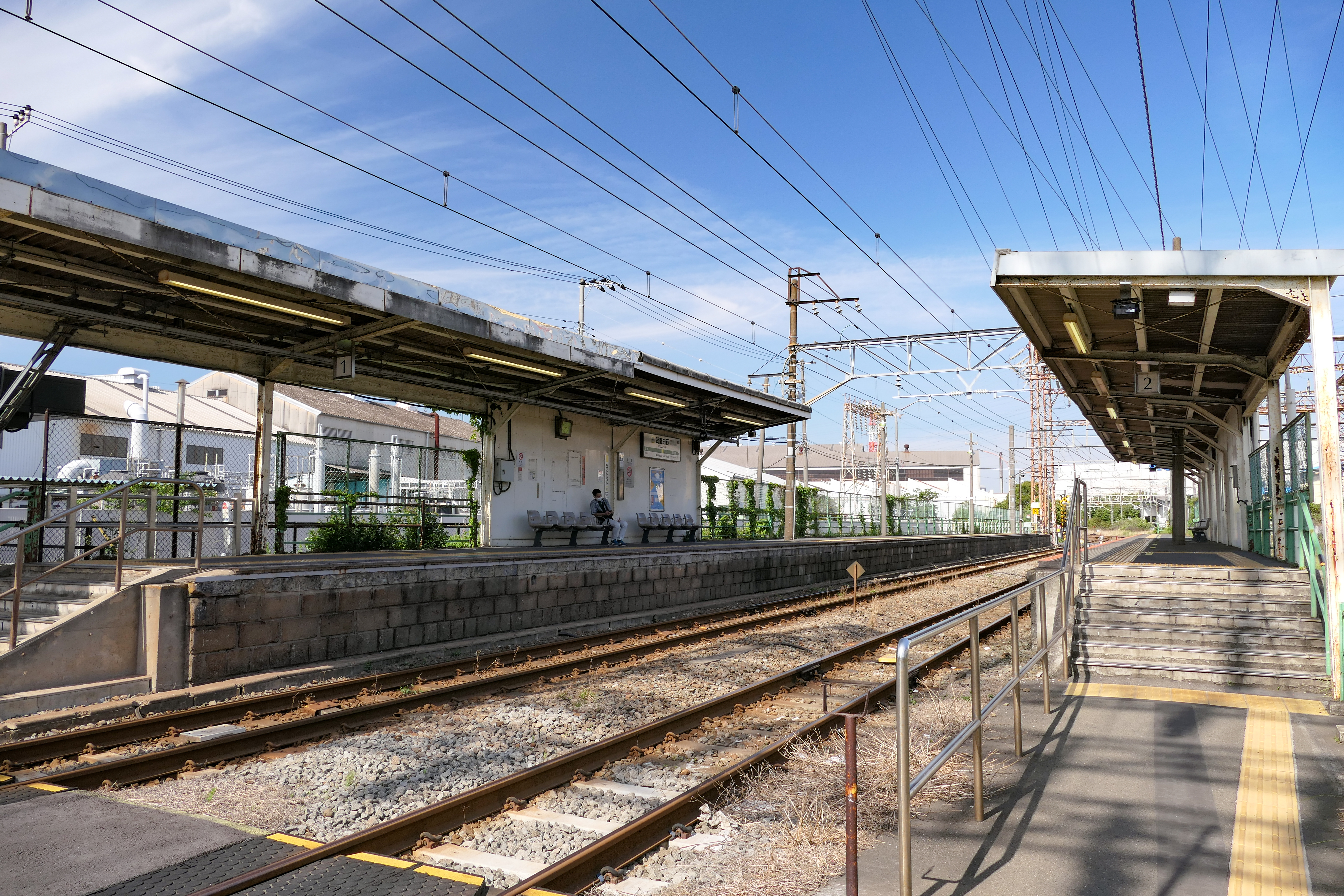
月台（2023年5月）
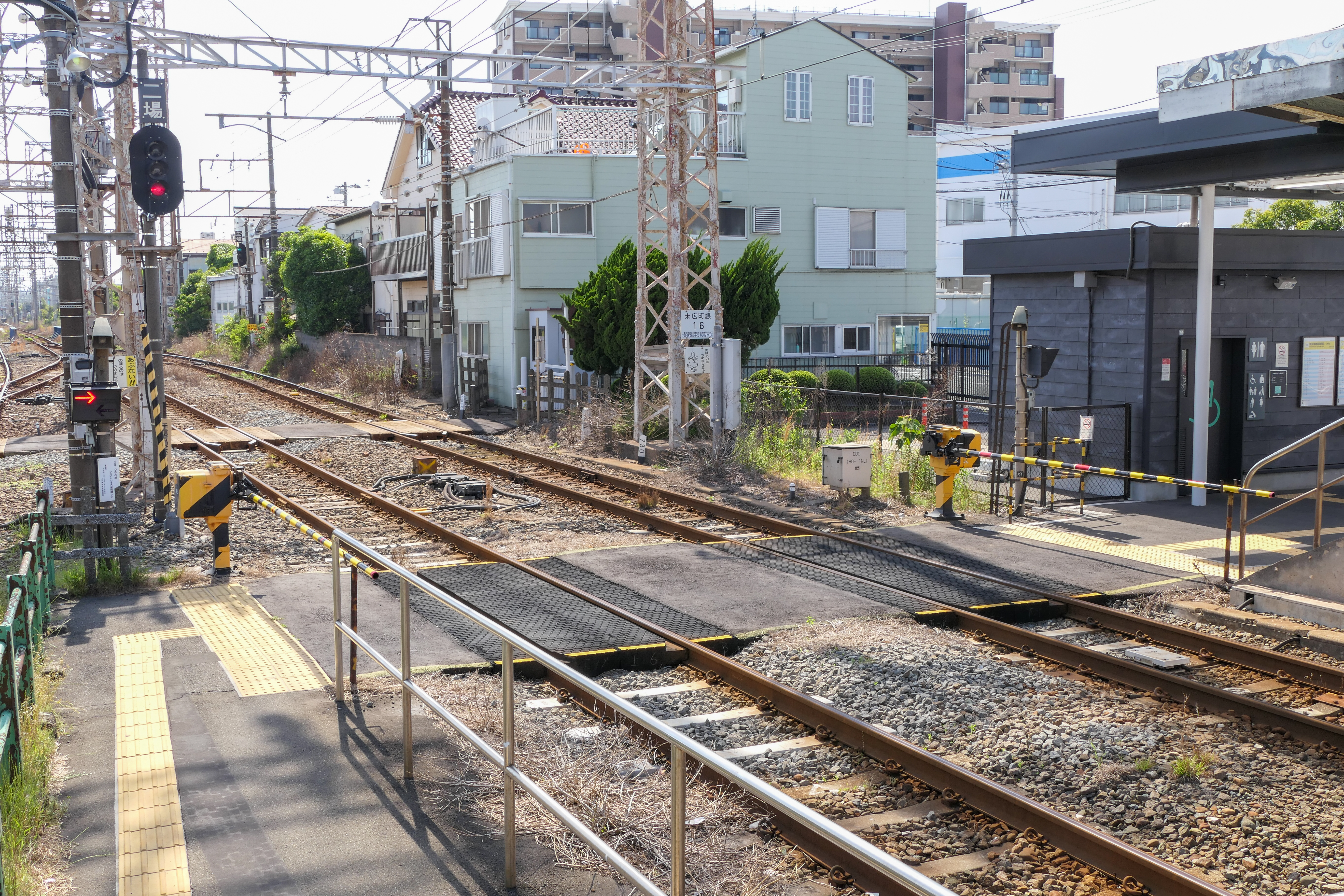
平交道（2023年5月）

## 使用情況
2008年度的1日平均上車人次為1,601人。
近年的推移如下表。
| 年度               | 1日平均 上車人次 |
| ------------------ | ---------------- |
| 1995年（平成07年） | 1,265            |
| 1996年（平成08年） | 1,223            |
| 1997年（平成09年） | 1,681            |
| 1998年（平成10年） | 1,645            |
| 1999年（平成11年） | 2,178            |
| 2000年（平成12年） | 1,685            |
| 2001年（平成13年） | 1,640            |
| 2002年（平成14年） | 1,582            |
| 2003年（平成15年） | 1,561            |
| 2004年（平成16年） | 1,759            |
| 2005年（平成17年） | 1,750            |
| 2006年（平成18年） | 1,655            |
| 2007年（平成19年） | 1,643            |
| 2008年（平成20年） | 1,601            |

※無人站的數據沒有正確的把握，自2009年以後不再發表。

## 相鄰車站
東日本旅客鐵道（JR東日本）
 鶴見線
安善（JI 06）－武藏白石（JI 07）－濱川崎（JI 08）

## 外部連結
- 車站資訊（武藏白石）：東日本旅客鐵道（日語）